# Assean River
Assean River är ett vattendrag i Kanada.   Det ligger i provinsen Manitoba, i den östra delen av landet, 1 900 km nordväst om huvudstaden Ottawa.
Trakten runt Assean River är nära nog obefolkad, med mindre än två invånare per kvadratkilometer.